# Kościół Matki Boskiej Królowej Polski w Polnem
Kościół Matki Boskiej Królowej Polski w Polnem – rzymskokatolicka świątynia filialna znajdująca się we wsi Polne (powiat szczecinecki).

## Historia
Świątynia została wybudowana w centrum wsi na przełomie XVIII i XIX wieku (chorągiewka na dachu zawiera datę: 1808). 

## Architektura
Obiekt murowany, kryty dachem dwuspadowym z drewnianą wieżą krytą dachem namiotowym.